# Illusion de savoir
 (décembre 2018).
L'illusion de savoir est un biais cognitif (biais de jugement) faisant qu'un individu confronté à une situation en apparence identique à une situation commune, réagit de façon habituelle sans éprouver le besoin de rechercher les informations complémentaires, qui auraient mis en évidence une différence par rapport au contexte habituel. 
Celui-ci faisant état d'une mauvaise croyance [réf. nécessaire], c'est-à-dire selon le philosophe Kant, une fausse interprétation des trois degrés suivant, que voici : l'opinion, la foi et la science.